# Norske Løve (Schiff, 1634)
Die Norske Løve war das erste Kriegsschiff dieses Namens der dänisch-norwegischen Marine. Von 1634 bis 1798 gab es sechs Schiffe dieses Namens in der dänisch-norwegischen Marine. Sie waren nach dem Staatswappen Norwegens benannt, dem Norwegischen Löwen. 

## Bau und technische Daten
Die Norske Løve war eine Galeone „mittleren Ranges“ (ein sogenanntes mellomskip) mit drei Masten, damals typischem, extrem langem Bugspriet, geschlossenem Batteriedeck, mittschiffs offenem Hauptdeck und hohem Poopdeck. Sie wurde 1634/35 auf der Marinewerft bei der Festung Engelsborg auf kleinen Insel Slotø bei Nakskov von dem aus Schottland eingewanderten Schiffbauer Daniel Sinclair († 1636) gebaut, nach Plänen seines ebenfalls aus Schottland stammenden Geschäftspartners David Balfour († 1634). Balfour hatte zuvor die Tre Kroner (42 Kanonen) und mehrere andere Kriegsschiffe für König Christian IV. gebaut. Er hinterließ bei seinem Tod Bauzeichnungen, die Sinclair zum Bau von zwei Schiffen nutzte. Die Norske Løve basierte, laut Vertrag von 1631 zwischen König Christian IV. und den Schiffbauern, auf dem Design der 1628 von Balfour in Kopenhagen gebauten Oldenburg (32–42 Kanonen, 300 Mann; 1644 von Schweden erbeutet), die als ausgezeichneter Segler bekannt war. Die Norske Løve war wohl das letzte Schiff Sinclairs, der 1627 bereits den Dreidecker Sanct Sophia (40 Kanonen, 1645 im Sturm verloren) gebaut hatte; die Festung und Werft Engelsborg auf Slotø wurde nach seinem Tod geschlossen.
Das Schiff war im Batteriedeck 38,13 m lang und 9,89 m breit, hatte achtern 3,30 m Tiefgang und verdrängte 900 Tonnen. Die Angaben zu Bewaffnung und Besatzung sind unterschiedlich und beides dürfte im Laufe der Jahre mehrfach verändert worden sein. 1644/45 werden 16 24-Pfünder und 22 10-Pfünder genannt, was ein Breitseitengewicht von 604 Pfund ergibt. Zu anderen Zeiten werden von 36 bis zu 48 Kanonen genannt, und das Breitseitengewicht wird anderenorts mit 608 Pfund bei 38 Kanonen und 668 Pfund bei 46 Kanonen angegeben. Die Besatzungsstärke schwankte zwischen 194 und 244 Mann, vermutlich abhängig davon, wie viele Kanonen zu bedienen waren.
Ein künstlerisch hervorragendes Elfenbein-Modell des Schiffs, von Jacob Jensen 1654 vollendet, ist im Schloss Rosenborg in Kopenhagen ausgestellt.

## Geschichte
Die Norske Løve wurde in den folgenden zwölf Jahren jedes Jahr voll ausgerüstet und bemannt und sie nahm, 1644 als 46-Kanonen-Schiff dritten Ranges klassifiziert, an mehreren bewaffneten Auseinandersetzungen im Schwedisch-Dänischen Krieg 1643–1645 teil, darunter die Seeschlacht im Lister Tief am 16. Mai 1644, die Seeschlacht auf der Kolberger Heide am 1. Juli 1644 und die Blockade von Göteborg 1644/45.
Das Schiff wurde 1653 aufgelegt.

## Nachfolger
Eine neue Norske Løve von nahezu gleicher Größe und Bewaffnung lief 1654 in Lübeck vom Stapel. Sie wird häufig mit ihrer Vorgängerin verwechselt. Sie war das Flaggschiff der dänisch-norwegischen Flotte und ging 1666 in einem Orkan in der „Løvebukten“ bei Egersund verloren, nachdem ihre Ankerkette gerissen war.